# Formaggella del Luinese
Formaggella del Luinese ist ein italienischer halbharter Ziegenkäse mit geschützter Ursprungsbezeichnung.

## Herkunft
Das Herstellungsgebiet liegt in den Vareser Voralpen. Es umfasst 70 Gemeinden im nördlichen Teil der Provinz Varese in der norditalienischen Region Lombardei.
Das Gebiet ist geprägt durch unwegsames Gelände mit hohen Anteilen von Wald- und Wiesenflächen. Klimatisch wird es durch die für den Voralpenraum typischen hohen Niederschlagsmengen sowie die wärmeregulierende Wirkung des Lago Maggiore bestimmt. Zusammen mit den eher basischen Böden sowie dem Rückgang menschlicher Eingriffe werden Arten wie Blaues Pfeifengras (Molinea caerulea), Adlerfarn (Pteridium aquilinum), Besenginster (Cytisus scoparius), Besenheide (Calluna vulgaris), Hänge-Birke (Betula pendula), Rotbuche (Fagus sylvatica), Gemeine Hasel (Corylus avellana) und Gemeine Esche (Fraxinus excelsior) begünstigt. Diese würden langfristig zu einer Verbuschung bzw. Bewaldung der Landschaft führen. Die Ziegenherden ernähren sich traditionell von diesen Pflanzengemeinschaften aus Strauch- und Baumarten und tragen somit zum Erhalt der traditionellen Kulturlandschaft bei.
Sieben bis acht Monate wandern die Herden auf den Sommerweiden und Hochalmen und verbringen die übrige Zeit im Tal, wo auch das Heu für die Winterfütterung gewonnen wird. Das dortige Grasland wird von Gewöhnlichem Knäuelgras (Dactylis glomerata), Wiesen-Rispengras (Poa pratensis), Gewöhnlichem Rispengras (Poa trivialis), Flaumigem Wiesenhafer (Avenula pubescens), Weißklee (Trifoglium repens) und Wiesenklee (Trifoglium pratense) dominiert. Sowohl auf den Weiden als auch während der Stallunterbringung wird Kraftfutter gegeben. Silage darf nicht verfüttert werden.

## Herstellung
Formaggella del Luinese darf nur aus roher Ziegenmilch der Rassen Gemsfarbige Gebirgsziege, Nera di Verzasca, Saanen und der entsprechenden Mischlingsrassen hergestellt werden.
Die Milch darf vor ihrer Verarbeitung maximal 30 Stunden bei einer Temperatur von höchstens 4 °C aufbewahrt werden. Anschließend werden Molke und natürliches Kälberlab zugesetzt. Die Dicklegung erfolgt bei 32 °C bis 34 °C und dauert 30 bis 40 Minuten. Der Käsebruch wird auf Maiskorngröße zerkleinert und in Formen mit einem Durchmesser von 14 cm ausgeformt. Die Laibe tropfen bei Umgebungstemperatur höchstens 48 Stunden ab, dabei werden sie zwei- bis fünfmal gewendet. Die Salzung kann trocken oder in Salzlake erfolgen, anschließend wird der Käse bei Umgebungstemperatur getrocknet. 
Die Reifung in Reiferäumen erfolgt bei kontrollierter Feuchtigkeit zwischen 85 % und 95 % relativer Luftfeuchtigkeit und einer Temperatur von maximal 15 °C oder in Kellern mit natürlichen Feuchtigkeits- und Temperaturbedingungen. Die Reifezeit beträgt mindestens 20 Tage. Sofern kein Stahl oder Lebensmittelkunststoff eingesetzt werden soll können Kupferkessel, Tüchern und Gestelle mit Holzbrettern verwendet werden. Die Verwendung von Gitterrosten ist nicht erlaubt.

## Eigenschaften
Der Laib ist zylindrisch mit flachen Seiten. Er hat einen Durchmesser von 13 bis 15 cm, einen Rand von 4 bis 6 cm Höhe und wiegt 700 bis 900 g.
Der vorwiegend weiße Teig ist weich, elastisch und feucht, dabei kompakt und kann eine feine Lochung aufweisen. Er hat einen milden, delikaten Geschmack, der mit fortschreitender Reifung intensiver wird.
Die Rinde ist zart und kann mit Schimmel versehen sein.
Der Fettgehalt in der Trockenmasse beträgt mindestens 41 %, der Anteil der Trockenmasse mindestens 45 %.

## Kennzeichnung und Handel
Formaggella del Luinese wird nur als ganzer Käselaib in den Verkehr gebracht. Auf einem runden Etikett  müssen die Bezeichnung „Formaggella del Luinese DOP“ und in kleinerer Schrift der Sitz des Herstellungs- und des Reifungsbetriebs angegeben werden. Auf dem Rand des Käselaibs werden als grafisches Symbol ein Ziegenkopf und daneben die Kennnummer des Herstellungsbetriebs eingebrannt.